# Archis (Armenia)
Archis (in armeno Արճիս?, Arč̣is) è un comune dell'Armenia di 1 351 abitanti (2010) della provincia di Tavush.